# Linia kolejowa Neumünster – Flensburg
Linia kolejowa Neumünster – Flensburg – linia kolejowa w Niemczech, w kraju związkowym Szlezwik-Holsztyn. Jest częścią transeuropejskiej linii kolejowej północ-południe. Jest ważnym szlakiem komunikacyjnym w przewozach pasażerskich i towarowych Niemcy – Dania. Ma długość 101,5 km.